# 功率數
功率數（Power number），也稱為牛頓數，符號為Np，是有關阻力及慣性力的常用無因次量。
功率數會因為應用領域的不同而有不同的定義，基本的定義如下
{\displaystyle {\mathit {Ne}}={\frac {F_{\mathrm {W} }}{\rho v^{2}L^{2}}}}
其中
- {\displaystyle \rho }是流體密度
- {\displaystyle v}是流速
- {\displaystyle L}是特徵長度

若是在攪拌器中其功率數定義如下：
{\displaystyle N_{\mathrm {p} }={P \over \rho n^{3}d^{5}}}
其中
- P：功率
- ρ：流體密度
- n：轉速
- d：攪拌器直徑[2]